# Fra Pacifico
Fra'  Pacifico, al secolo Guglielmo Divini (Lisciano, 1158 circa – Pas-de-Calais, 10 luglio 1234), è stato un francescano e poeta italiano, uno dei primi e più stretti compagni di Francesco d'Assisi.
Convertito della prima generazione, egli visse con l'assisiate alcuni dei momenti più importanti della vita del santo. È ricordato anche per le numerose visioni mistiche (come la celebre visione di Bovara o la visione che ricevette al momento della sua conversione) e per la fama di poeta che egli conquistò quand'era ancora nel secolo. Fu il primo ministro francescano a portare il verbo del Poverello in Francia, fuori dai confini italiani.

## Biografia
Nel secolo, fra' Pacifico era chiamato Guglielmo Divini; era originario della Marca Fermana e a dargli i natali fu il piccolo borgo di Villa di Santa Maria a Corte nei pressi di Lisciano di Ascoli Piceno.
Sappiamo, dalle varie cronache, che egli, prima di convertirsi a Francesco, fu uno dei più grandi trovatori del suo tempo, tanto da essere incoronato "Re dei versi" dall'imperatore. Infatti, fra' Pacifico è anche detto, proprio per questo motivo, il "Re dei versi".
Così l'autorevole testimonianza di Tommaso da Celano descrive la conversione di Guglielmo Divini: 
[…]. Per disposizione della divina provvidenza, si incontrarono, lui e Francesco, presso un certo monastero di povere recluse. Il Padre vi si era recato per far visita alle figlie con i suoi compagni, mentre l'altro era venuto a casa di una sua parente con molti amici.
La mano di Dio si posò su di lui, e vide proprio con i suoi occhi corporei Francesco segnato in forma di croce da due spade, messe di traverso, molto splendenti: l'una si stendeva dalla testa ai piedi, l'altra, trasversale, da una mano all'altra, all'altezza del petto. Non conosceva personalmente il beato Francesco; ma dopo un così notevole prodigio, subito lo riconobbe. Pieno di stupore, subito cominciò a proporsi una vita migliore, pur rinviandone l'adempimento al futuro. 
Ma il padre, quando cominciò a predicare davanti a tutti, rivolse contro di lui la spada di Dio. Poi, in disparte, lo ammonì con dolcezza intorno alla vanità e al disprezzo del mondo, e infine lo colpì al cuore minacciandogli il giudizio divino.
L'altro, senza frapporre indugi, rispose: ‘Che bisogno c'è di aggiungere altro? Veniamo ai fatti. Toglimi dagli uomini e rendimi al grande Imperatore!'. Il giorno seguente, il Santo lo vestì dell'abito e lo chiamò frate Pacifico, per averlo ricondotto alla pace del Signore.»
(Tommaso da Celano, Vita seconda, Capitolo LXXII, 106)
Le fonti concordano, sostanzialmente con questo resoconto del Celano.
Possiamo ragionevolmente supporre che la commovente conversione di Guglielmo avvenisse fra il 1212 ed il 1213. Infatti, è in questo momento che Francesco faceva ritorno, in Ancona, dal suo mancato viaggio in Siria. In questo percorso, incontrò il futuro Pacifico presso il luogo di Colpersito a San Severino Marche.https://www.cappuccinimarche.org/presenze/san-severino/
Inoltre, altri episodi della presenza di Pacifico con Francesco possono aiutarci nella datazione: sappiamo che la celebre visione mistica ricevuta da Pacifico nella chiesa di Bovara, presso Trevi, attraverso la quale vide in cielo un trono vuoto, riservato per Francesco, avvenne verosimilmente nel 1214. 
Sappiamo inoltre che Pacifico è con Francesco durante l'episodio della donazione del Monte della Verna, datato l'8 maggio del 1213. In questo momento, dunque, Pacifico è già con il Santo.
Sappiamo che egli fu inviato in Francia, da Francesco, nel 1217. Vi rimarrà fino al 1223, per poi farvi ritorno una seconda volta alla fine del 1226.
In Francia, infine, posti stabilmente i germi del movimento francescano, Pacifico morì attorno al 1234, "lasciando dietro sé odore di vera santità", scriverà nella Franceschina il frate Giacomo Oddi.

### Identificazione con Guglielmo Divini
Interessante è gettare lo sguardo sulla figura di questo francescano prima della sua conversione: è infatti lecito domandarsi chi sia quest'uomo, che le fonti riportano come il più celebre poeta del suo tempo, incoronato dallo stesso imperatore. 
La tradizione - una tradizione non da pochi contestata - vuole identificare Pacifico con Guglielmo Divini. 
Questa tradizione sembra, oggi, possa essere infine confermata, osservando numerosi documenti relativi alle cronache della Marca e di Ascoli in particolare. 
Nel trattato Osservazioni sopra le famiglie nobili d'Italia, le loro arme, ed Imprese, di Francesco Antonio Marcucci (1717-1798), nella X sezione, ai capitoli 9-10, è possibile reperire una testimonianza dalla grande importanza:
La recita, di questo carme, fu fatta il 22 luglio e Guglielmo aveva 29 anni: il carme era di 100 versi precisi. Non molti, ma fruttiferi, ché Guglielmo fu dichiarato nobile paladino e poeta di corte; e ventun anni dopo, 1208, a Palermo Federico II ancora ragazzo lo proclamò solennemente suo maestro e re dei versi italiani, per essere egli stato ‘il primo di tal professione in Italia’. Gli altri poeti furono tutti ‘allievi della scuola guglielmina’. Passano altri quattordici anni e Guglielmo fa la strepitosa risoluzione che tutti conosciamo. Morì nella città di Lenze in Fiandra agli otto di luglio del 1234, in età di 76 anni precisi»

### Re dei versi
Apprendiamo qui che quando Enrico VI e Costanza di Sicilia, novelli sposi, furono in Ascoli (o in Napoli) nel 1187, un giovane rimatore proveniente dal borgo di Lisciano compose e recitò per la venuta della regale coppia un testo in versi di materia encomiastica (il quale sarebbe dunque uno dei primi tentativi di scrittura poetica - se non il primo, come si afferma - nell'idioma italico). 
Quello stesso giovane, ci dice il Marcucci, in più tarda età sarebbe divenuto un discepolo di Francesco d'Assisi, con il nome di fra' Pacifico. Scopriamo così l'identità del frate “Re dei versi” che nessuna fonte francescana esplicita.
Ma vi sono ancora altri segreti celati nello scrigno di questa testimonianza. Infatti, nello scritto del Marcucci viene riportato un frammento di quello che avrebbe dovuto essere “il carme encomiastico”, che, nel luglio del 1187, Guglielmo Divini, venticinque anni prima di essere “pacificato” da Francesco, compone e recita in occasione del soggiorno ascolano della regale coppia. 
Apprendiamo inoltre che l'imperatore che lo decretò "Re dei versi" fu Federico II.
A ciò, possiamo aggiungere la notizia, riportata nelle Historiae Asculanae (1673) di Sebastiano Andreantonelli, secondo cui, dopo il soggiorno di due mesi di Costanza di Sicilia e del suo sposo nel 1187 nella città di Ascoli, un giovane poeta di Lisciano viene condotto, al seguito della coppia regale, insieme ad altri tre scelti cittadini, alla corte di Palermo, per svolgere le funzioni di "cavalier servente" della Regina. Quel giovane è Guglielmo Divini.
Egli dunque passa a Palermo gli anni tra 1187 e il 1211, anni nei quali egli deve aver dato tale prova di sé nell'arte della poesia, da meritarsi il titolo di Re dei versi dallo stesso imperatore. Quell'imperatore di cui parlano le fonti francescane è dunque Federico II. 
Non possiamo non notare che, alla corte di quest'ultimo, sarebbe sorta, dopo circa vent'anni dalla presenza di Pacifico, una delle principali scuole poetiche della letteratura delle origini: la Scuola siciliana di Jacopo da Lentini. Colui che in quello stesso ambiente era stato nominato "Re dei versi" non può non aver svolto un ruolo in questa formazione letteraria. Inoltre, dal frammento del canto che ci è giunto, vediamo come Guglielmo Divini sia un fulgido interprete di una letteratura, nella Italia mediana del XII secolo, ben delineatasi, una delle prime realtà nell'idioma volgare.
Un'altra suggestione, avanzata dallo storico Benedetto Leopardi di Monte San Pietrangeli, riguarda un possibile "amore galeotto" fra la regina Costanza di Sicilia e il giovane poeta Guglielmo.
Un amore di cui un meraviglioso frutto, secondo lo storico, potrebbe essere addirittura lo stesso Federico II. Il quale, essendo stato partorito il 26 dicembre del 1194 nella piazza di Jesi, dovette essere stato concepito nel marzo dello stesso anno. In quel momento, Enrico si trovava in Germania, Costanza a Spoleto da sola, o meglio: in compagnia delle sue dame e del suo "cavalier servente": Guglielmo.
L'ipotesi, nella sua clamorosità, è affascinante, benché quasi romanzesca. Essa spiegherebbe comunque molti misteri che avvolgono la figura straordinaria, e poco nota del marchigiano amico di Francesco d'Assisi, che attraversa come una cometa gli anni cruciali fra XII e XIII secolo, entrando a contatto strettissimo con i protagonisti storici di quest'epoca.

### Il Cantico di frate Sole
Tenendo presente questo ruolo letterario svolto da Pacifico quando era nel secolo, e la sua straordinaria fama di "Re dei versi", assume un'importanza speciale la notizia, riportata da tutte le fonti francescane, della presenza di Pacifico al fianco di Francesco, mentre questi compone il Cantico di frate Sole.
Come sappiamo, questo testo straordinario, considerato a ragione il meraviglioso cominciamento della letteratura italiana, fu composto da Francesco durante il suo periodo di degenza a San Damiano, nella primavera del 1225. In quel momento, Francesco era cieco e malato, e non può aver atteso da solo alla impresa di questa scrittura.
Inoltre, la perfezione formale e il sapiente uso del cursus e di varie costruzioni retoriche, nonché una struttura elaboratissima del testo, tradiscono caratteristiche estranee agli altri testi del Santo il quale, come vuole Bonaventura, benché avvezzo prima della conversione ai testi dei rimatori, "non sapeva di lettere".
Dobbiamo dunque supporre una "seconda mano", nella composizione del Cantico. Una mano tecnicamente sapiente, che diede perfetta forma poetica al sentire di Francesco, compendiando il suo messaggio nel testo che avrebbe dato vita alla letteratura italiana e alla spiritualità occidentale. 
È lecito supporre che quella mano fosse proprio quella di frate Pacifico, se osserviamo:
- il fatto che Francesco, come vogliono le fonti, lo richieda al suo fianco proprio al momento della "composizione";
- il ruolo di poeta che Pacifico deve aver svolto quando era nel secolo.

### Fonti
- Tommaso da Celano, Vita seconda di san Francesco, n. 82 (669); n. 106 (693); n. 122 (707); n. 126 (710); n. 106 (693); n. 137 (721).
- Legenda Maior, cap. IV, par. 9 (1078-1079); cap. XIV, par. 10 (1235).
- Leggenda perugina, n. 23 (1570); n. 43 (1592); n. 82 (1638).
- I Fioretti, cap. XLVI (1886).

### Critica
- Giovanni Panelli, Memorie degli uomini illustri e chiari in medicina del Piceno, Ascoli, Ricci, 1758;
- U. Cosmo, Frate Pacifico Rex Versuum, Torino 1901, in “Giornale storico della letteratura italiana”, vol. XXXVIII, pp. 1–40;
- C. da Pesaro, Beato Pacifico Re dei Versi, in Picenum Seraphicum, 4 (1918), 121-69;
- Benedetto Leopardi (di Monte San Pietrangeli), Guglielmo da Lisciano, Fermo 1939;
- N. Mancini, Guglielmo da Lisciano, Fra' Pacifico, Re dei versi, in “L'Italia francescana”, 030 (1955), 242-6;
- M. Massignani, Fra' Pacifico rex versuum, in Esculum e Federico II. L'imperatore e la città: per una rilettura dei percorsi della memoria (Atti del Premio Internazionale Ascoli Piceno 14-16 dicembre 1995), a cura di Enrico Menestò, Spoleto 1998, pp. 163–180;
- J.-B. Auberger, Le bienhereux Frère Pacifique, “Rex versuum” et compagnon de Saint Francois, in Archivum Fraciscanum Historicum 92 (1999), pp. 59–93;
- Cesar Cata, Con l'alloro sotto saio. Fra Pacifico Re dei Versi e il Cantico di Frate Sole, in Picenum Seraphicum, Picenum Seraphicum. Rivista di studi storici e francescani, XXV (2006-08)